# Riad N' The Bedouins
"Riad N' The Bedouins" är en låt av det amerikanska rockbandet Guns N' Roses. Låten är spår 9 på albumet Chinese Democracy från 2008, och är 4 minuter och 10 sekunder lång. Den är skriven av Axl Rose och Tommy Stinson. Låtens titel syftar troligtvis på Saudiarabiens huvudstad Riyadh (som egentligen stavas Riyadh på engelska) och det arabiska nomadfolket beduinerna.
Det 46 sekunder långa elektroniska introt till låten sägs vara inspirerat av industrirockbandet Nine Inch Nails, ett av Axl Roses favoritband. Gitarrsolot i låten spelas av Ron "Bumblefoot" Thal.
Då låten läckte ut på internet under sommaren 2008 gick den ofta under namnet New Song #1, trots att de flesta fans kände till låtens riktiga namn då den spelats på Chinese Democracy-turnén 2001-2007.